# エイチ・ツー・オー リテイリング
エイチ・ツー・オー リテイリング株式会社（英: H2O Retailing Corporation）は、阪急阪神東宝グループの小売事業を統括する純粋持株会社である。近畿地方を中心に百貨店やスーパーマーケットなどの事業を展開する。大阪府大阪市北区梅田に本社を置く。
阪急阪神ホールディングス、東宝とともに阪急阪神東宝グループ（旧・阪急東宝グループ）の中核企業である。また、傘下の事業者を含めて「エイチ・ツー・オー リテイリンググループ」と称する。

## 概要
本社のある大阪・梅田を中心に、近畿地方を地盤とする電鉄系百貨店の「阪急百貨店」「阪神百貨店」を展開する「株式会社阪急阪神百貨店」と、スーパーマーケットチェーンを運営する「イズミヤ・阪急オアシス株式会社」「株式会社関西スーパーマーケット」およびその系列事業を展開する企業群を統括している。
阪急百貨店と阪神百貨店は元々至近距離に位置するライバル店として梅田地区でしのぎを削ってきたが、2006年10月の「阪急・阪神経営統合」による阪急阪神ホールディングス誕生をきっかけとして、2007年に小売事業も統合されるに至った。
社名の由来は、「グループの基本理念を地球環境になくてはならない存在である水（H2O）に置き換えて表現したもの」としている。また、「阪急」「阪神」の2つのH（H2）の意味も含まれている。
大阪・梅田を中心とした関西に経営資源を集中させる関西ドミナント戦略を採用している。メインとなる阪急うめだ本店（通称:うめだ阪急）は阪急電鉄の創業者である小林一三が考案した日本初のターミナル駅直結の電鉄系百貨店（ターミナルデパート）と言われる。ファッション・ビューティー分野・高級品に強みを持ち、店舗別売上高において東京の伊勢丹新宿店に次ぐ国内2位、西日本においては最大を誇る。一方で阪急うめだ本店に隣接する阪神梅田本店はデパ地下などの食料品に強みを持ち、合併前から本店同士で客層の棲み分けながなされている。
大手百貨店グループの中で三越伊勢丹や大丸松坂屋、高島屋などは呉服店を起源とするのに対して、電鉄系百貨店のみで構成されている。
傘下企業である阪急阪神百貨店は、阪急阪神東宝グループのメンバー企業である阪急電鉄、東宝、阪急阪神ホテルズ、阪急阪神不動産と共にみどり会の会員企業であり三和グループに属している。

## 歴史

### 異なる特徴を打ち出した激しい競争の展開
1929年4月15日に鉄道会社直営=私鉄系百貨店として開業した史上初のターミナルデパート（駅直結百貨店）である阪急百貨店と、1957年6月1日に百貨店を開業した阪神百貨店が、2007年10月1日に経営統合して発足した百貨店とスーパーマーケットを中心とする企業グループである。
前身となった2つの百貨店は、その特徴が大きく異なる。阪急百貨店は高級婦人服やブランド品などファッション関連に強く、2008年3月期で衣料品38.8%と身の回り品16.9%で合計54.7%と売上の過半数をファッション関連が占める梅田地区の地域一番店である。また阪神百貨店は「日本一のデパ地下」とも呼ばれる地下食品売り場を中心に食品関連に強く、2008年3月期で食料品40.6%と食堂・喫茶4.2%で合計44.8%と売上の約半分を食品関連が占め、強みとする食品でも名物となっているイカ焼きやワンコイン弁当などボリュームと値ごろ感のある惣菜も取り揃える庶民派であり、梅田地区にて地域二番店である。両百貨店は異なる特徴を持ちながら、最大のライバルとして至近距離で激しい競争を繰り広げていた。このように梅田地区では『高級派の阪急百貨店』、『庶民派の阪神百貨店』に二分されている。

### 阪急と阪神の経営統合に伴う経営統合
投資ファンドの村上ファンドの電撃的な阪神株買い占めへの対抗策として行われた阪急ホールディングスによる株式の公開買い付けを経て2006年10月1日に阪神百貨店の親会社であった阪神電気鉄道が阪急百貨店の兄弟会社であった阪急ホールディングスと経営統合して阪急阪神ホールディングスになることに伴う事業分野ごとの経営統合の一環として阪急百貨店と阪神百貨店の経営統合も構想されていた。
ただし、阪急百貨店が阪急ホールディングスと資本関係が薄く、兄弟会社の位置づけで阪急ホールディングスの傘下に入っていなかったため、阪急阪神ホールディングスの傘下に加えず別途統合する方向とされていた。
しかし、先述のとおりこの両百貨店は異なる特徴を持ちながら、最大のライバルとして至近距離で激しい競争を繰り広げてきたため、「店そのものにお客さまがついている」と言われ、「同質化すると店の魅力を失う」だけでなく、規模などの関係で吸収合併される形となる阪神百貨店側の反発を回避して従業員のモラルを維持する必要性があったり、「日本一のデパ地下」を作った実力者で、株式会社阪神百貨店の会長と親会社の阪神電気鉄道専務を兼務していた三枝輝行が、「阪神経営陣は100年間の『無風状態』に慣れ、村上という嵐に慌てふためいた」と評し、阪神の当時の経営陣が村上ファンドから逃げだしたいという思いだけで最大のライバルだった阪急との経営統合という、これまでの常識ではあり得ない道を選択しているとして、最後まで統合に反対していたため、「一体化は簡単ではない」との声も強かった。
そのため、2006年6月19日に阪急ホールディングスによる阪神電気鉄道株の公開買い付け(TOB)が成立して経営統合が事実上確定した1ヶ月後の7月20日時点でも具体的な連携策が決まっていない状況にあった。
だが、経営統合が事実上確定したことを受けて、阪急と手を組んで仕事をすることは考えられないとして、三枝輝行が阪神百貨店を去る決意をしたことなどもあって、阪急阪神ホールディングスの発足直前の9月22日に包括的な業務提携を行う合意が成立し、2006年10月に阪急百貨店と阪神百貨店の両社による業務提携委員会を発足させて経営統合も視野に入れた協議が進められていった。
2007年3月には第三者機関による資産などの適正評価手続き(デューデリジェンス)を終え、初代株式会社阪急百貨店が完全親会社として3代目株式会社阪神百貨店を完全子会社とする株式交換を実施した上で百貨店事業を新設分割することで共同持ち株会社の傘下に新たに設立される2代目株式会社阪急百貨店と3代目株式会社阪神百貨店が事業会社として傘下に入る形態で統合することで基本合意したことを3月26日に正式に発表した。
この合意を受けて、2007年4月に約70万人ずつの会員を持つ百貨店カードの相互利用を始めて阪急百貨店と阪神百貨店の両方のうめだ本店同士の買い回りの促進を図ることから協業をスタートさせた。
2007年10月1日に初代株式会社阪急百貨店が株式交換により3代目株式会社阪神百貨店の全株式を取得し、同日付で初代株式会社阪急百貨店の百貨店事業を新設分割して2代目株式会社阪急百貨店を設立、初代株式会社阪急百貨店が持株会社となって商号を変更を行い、エイチ・ツー・オー リテイリング株式会社が発足して経営統合し、2代目株式会社阪急百貨店と3代目株式会社阪神百貨店が事業会社として傘下に入ったほか、スーパーマーケット事業を統括する阪食も傘下の企業の一つとなった。
なお前述の「店そのものにお客さまがついている」との考えから、経営統合後も百貨店名は変更しなかった。

### 業務やシステムの統合と子会社の統合・再編
2008年4月から阪神百貨店に阪急百貨店の会計・人事情報システムを導入して制度の統一を行うことにより機動的な人材配置を可能にしたり、備品の調達や物流・検品の統合、販売計画の共同作成など業務の統合を進めて経営効率の向上を目指した。
また、同年7月10日時点で阪神タイガースが首位を独走していたため、優勝した場合には阪神百貨店だけでなく阪急百貨店の各店舗でも阪神優勝セールを行う方針を表明しており、経営統合に伴い店舗ブランドに関係なくする阪神タイガースの優勝セールを行われることになった。
同年10月1日に2代目株式会社阪急百貨店が3代目株式会社阪神百貨店を吸収合併して株式会社阪急阪神百貨店が発足した。加えて、阪食が阪急オアシス、阪急ファミリーストア、阪急ニッショーストア、阪急フレッシュエールの計4社を吸収合併して事業会社としてスーパーマーケットの運営を直接一括して行うようになった。
また、阪神百貨店の子会社だった株式会社ヘンゼルが喫茶・飲食店や社員食堂の運営を行う部門の統合により阪急百貨店の子会社だった株式会社ヒューメックフーズ及び株式会社キャンティーンウエストと同日付で合併して株式会社ハートダイニングとなり、阪急ベーカリーがヘンゼルの各種パンの製造・販売部門を同日付で継承して当グループにおける同部門を一括してになうことになった。
この事業会社の統合後総務や経理など間接部門が一つになって合理化が図られたが、両百貨店や系列スーパーの名称の変更は行わなず従来通りの店名で営業を続けた。
同年10月からブランドや商品群ごとに管理する阪急百貨店の売り場管理制度「ユニット制」を事業部単位で管理していた阪神百貨店に導入し、同年11月から両百貨店の商品発注や売り上げなどの管理を行う商品管理の情報システムの一本化を行うなどシステム部門の効率化も進められた。
御影クラッセの核テナントとして出店した阪神百貨店御影店はデパ地下形式の食品売場を持っていたが売上が低迷したため2009年8月5日に不振だった食品売り場の75%にあたる2,080m2を当社傘下の阪急オアシス御影店に切替えて立て直しを図るなどグループ各社を融合した店舗展開も行っている。
2011年4月には阪急阪神百貨店が運営する百貨店を阪神百貨店と阪急百貨店のブランドに関係なく、店舗の規模と位置付け毎に3つの事業部に分け、主力店を担当する第一店舗事業部と関西の郊外店を担当する第二店舗事業部は販売部門と商品部門を分けて各々の責任を明確化し、郊外の小型店を担当する第三店舗事業部は販売と仕入を同一の部門が担当する体制に移行した。後に、阪急百貨店の主力店（本店、メンズ大阪、神戸三宮、博多、メンズ東京）を担当する第1店舗グループ、阪神百貨店全店を担当する第2店舗グループ、阪急百貨店の郊外店（主に旧・第二店舗事業部に相当）を担当する第3店舗グループに再編されている。

### カードやポイントサービスの統合と提携

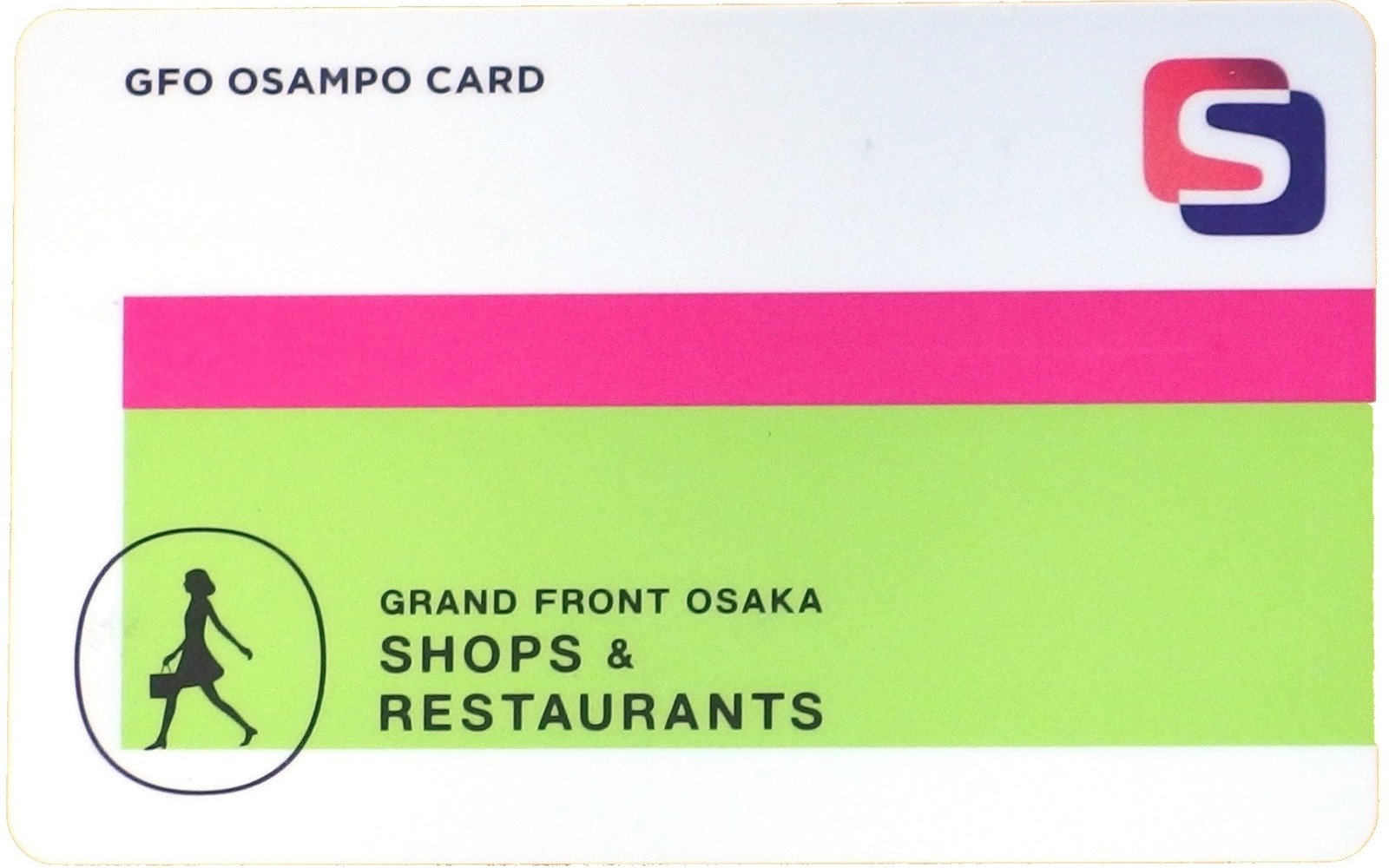
S-ポイントカード（グランフロント大阪のもの）

2007年10月1日から阪急阪神ホールディングスがグループ共通の新カードとして阪急阪神カードから発行したSTACIAカードでの利用に対して当社も阪急阪神東宝グループ共通の特典ポイント付与を開始し、2009年4月に阪急百貨店のクレジット機能付きの割引カード阪急ペルソナカードを阪急阪神ペルソナカードへ名称変更し、同年秋にスタシアカードと阪神エメラルドカードを再編・統合して阪急阪神エメラルドスタシアカードの発行を開始し、当社傘下で発行しているうめだ阪急食料品ポイントカードやメンズ館マイレージカード、阪急ファミリーストアカードなど10種類以上のポイントと阪急阪神ホールディングスの傘下企業各社が独自に発行しているポイントカードサービスを2010年10月5日から共通化して金券に換えずにそのまま使えるようにするなどカードやポイントサービスの共通化を進めると共に阪急阪神ホールディングスとカード関連などで提携を強化を図った。
2016年4月下旬からは、当社グループと阪急阪神ホールディングスグループを合わせた阪急阪神グループの共通ポイントとして、Sポイントを導入し、対象となるどのポイントカードでも、対象施設におけるポイントの付与や利用が可能となった。サービス開始以降に神戸阪急や高槻阪急でもSポイント付きカードのサービスが開始され、経営統合以前に関西スーパーマーケットにも導入された。一方、博多阪急など九州・首都圏の阪急百貨店では店独自のポイントカードはSポイントサービス対象外だが、近畿地区のSポイントカードのポイント付与・利用は可能である。

### 高島屋との資本・業務提携と統合の模索

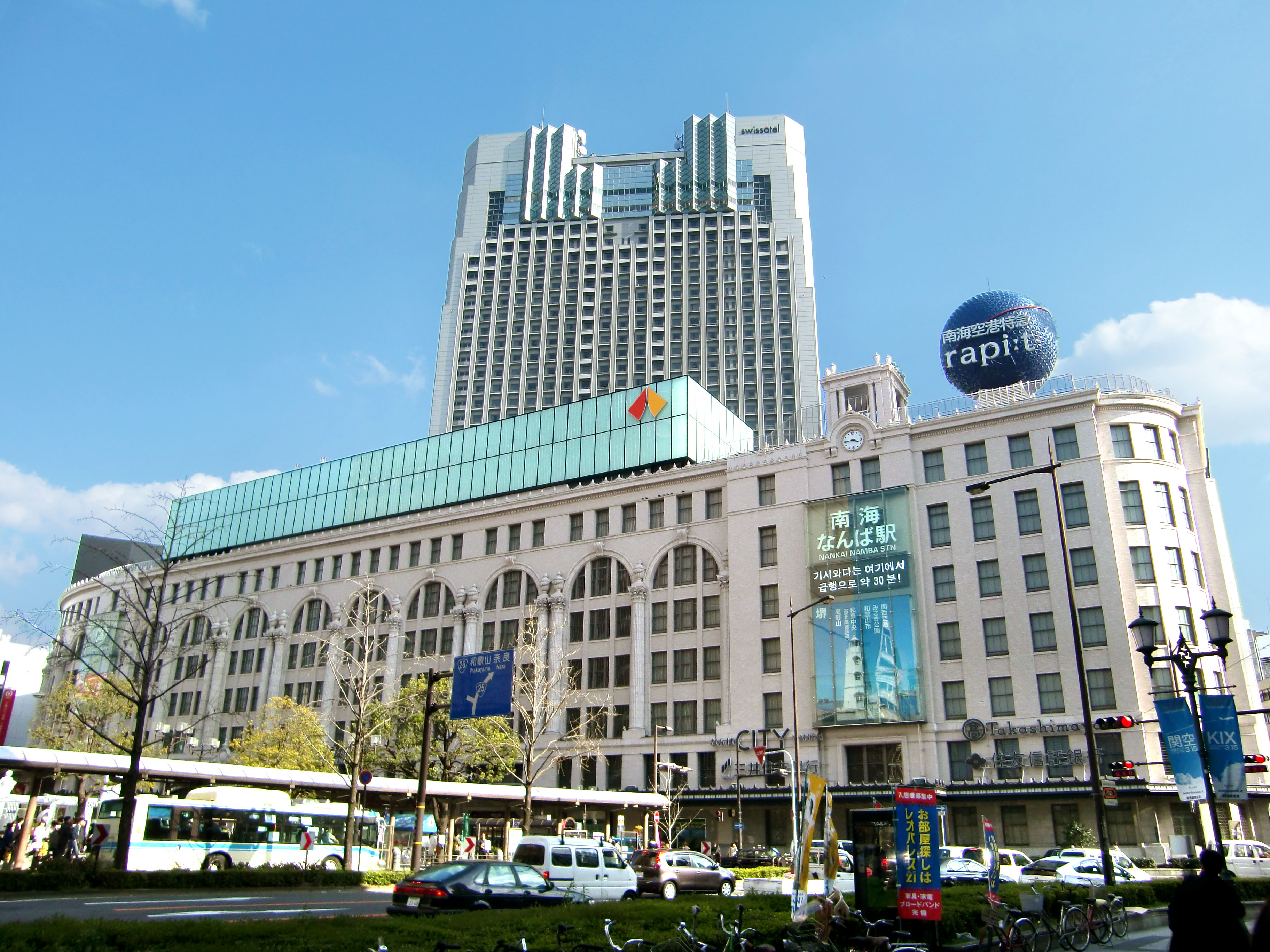
高島屋大阪店

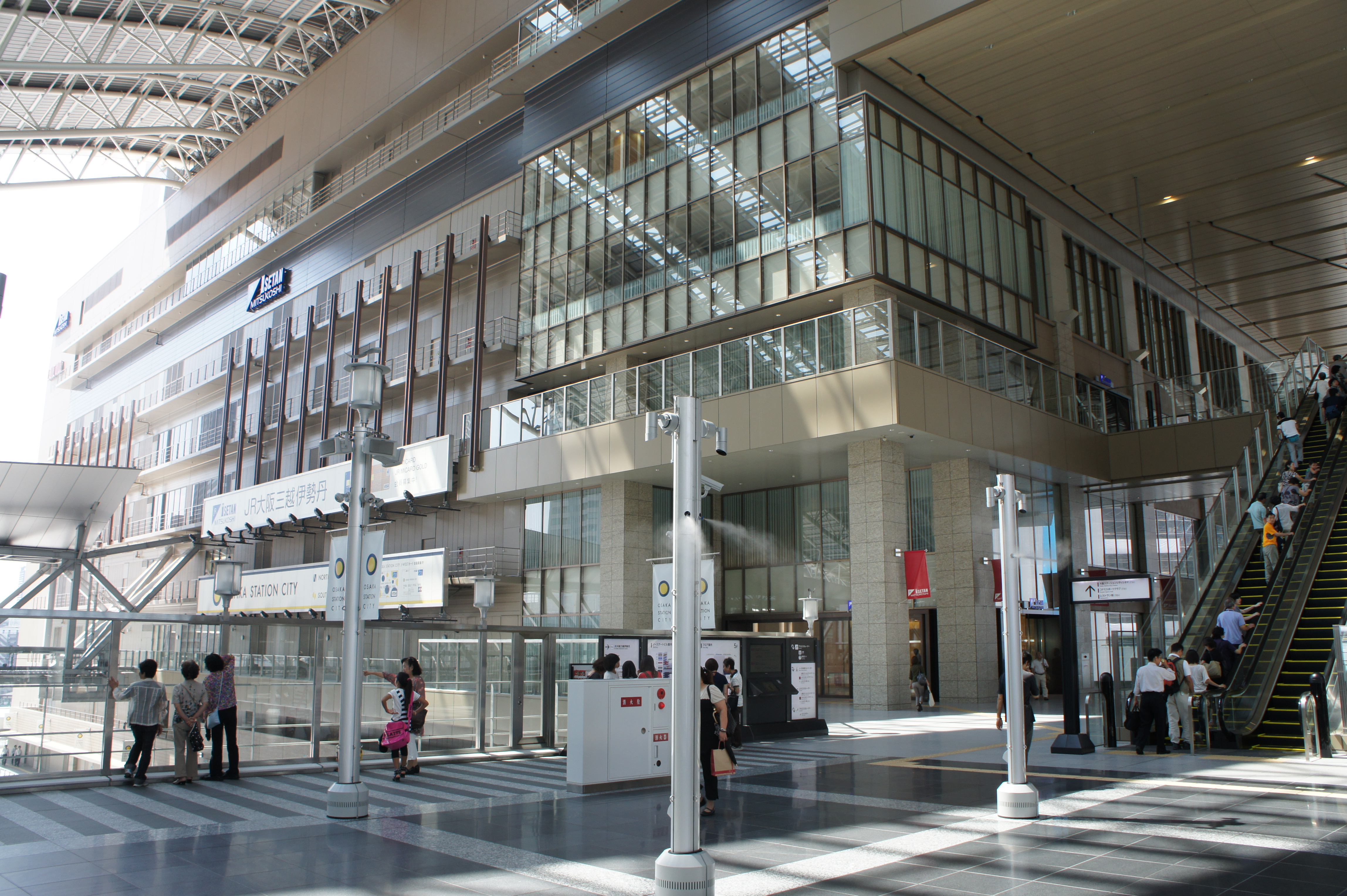
JR大阪三越伊勢丹

髙島屋から持ちかけられて2008年初頭から経営企画担当者同士で情報交換をし、同年4月1日から社長同士も話し合いを重ねるなど同社と経営統合を目指して本格的な協議を始め、同年10月10日に高島屋と3年以内の経営統合を前提に資本・業務提携を結ぶと発表した。
両社の経営陣が出席して月に1回の業務提携委員会を東京と大阪で交互に開いて経営統合を目指して協議を進めると共に、発行済み株式の10%を相互に保有したほか、2009年4月10日には相互に社外取締役を選任して経営統合作業の円滑化を目指すと発表し、経営統合を目指した。
この資本・業務提携に伴う具体化の第1弾として2009年4月15日から高島屋と当社傘下の阪神百貨店と阪急百貨店のインターネット通信販売サイトで共同の販売促進活動を展開し、第2弾として13ブランドからスケールメリットを生かして婦人服の共同仕入れを始めて同年9月23日に両社が展開する百貨店のほぼ全店にあたる30店舗で発売したほか、歳暮の共通化や備品・資材の共同購入などの規模メリットの出やすい分野での業務提携が進められた。
しかし、当社の前身の一つである阪急百貨店が同業他社に先駆けて年功序列制度の廃止や成果主義的な制度の導入を進めて40歳代後半の役員も多くなっていたのに対して、年功的な部分も残して人材面での新陳代謝が当社より遅れていた高島屋側と平均年齢も約5歳の開きがあるなど人事制度は擦り合わせが極めて難しく、その点が交渉の大きな隘路となった。
また、全国の店舗の効率展開を目指す高島屋と大阪・梅田を中心に一極集中で地域密着型の営業を展開してきた当社の間で交渉を進めるほどに店舗運営や商品政策などでの考え方に差異が広がり、限られてくる投資可能な資金の配分など基本的な課題で対立が深まる結果となった。
これらの基本的な課題での対立や共に勝ち組とされてきた会社同士で切迫感がなく、いずれもワンマン経営者として知られる当社の当時の会長椙岡俊一と当時の高島屋社長鈴木弘治の両者が折り合うことも難しく、企業価値を反映する統合比率やトップ人事などでも意見の一致点が見付からなかった。
そのため、2010年3月25日に当社と高島屋は別々に会見を行い、経営統合の中止を発表し、同日付で相互に派遣していた非常勤取締役を引き揚げた。一方で、この経営統合構想そのものが2011年に開店するJR大阪三越伊勢丹への高島屋による対抗措置であり、本当に統合することが目的ではないという見方もあった。
ただし、発行済み株式の10%を相互に保有して資本提携をそのまま続けるほか、同日付で新たに業務提携を結んで商品開発や備品・資材の共同購入の継続と売り場の共同開発や中元・歳暮の商品共通化など規模メリットの出やすい即効性のある分野での業務提携を引き続き行っていくことになった。
統合協議後の業務提携の一環として2010年の中元シーズンにギフト商品として洋菓子ブランド「PURE FOREST(ピュアフォレスト)」を共同開発して2011年3月から両社の百貨店内の常設の店舗での営業を開始したほか、同月から共同開発した婦人服の3ブランドの店頭での販売を開始するなど商品の共同開発は引き続き進められている。
2015年3月23日、高島屋との株式相互保有を発行済み株式の5%相当に引き下げることを発表、同年3月末までに高島屋の当社株式保有割合は5%に引き下げられた。
2022年11月2日、高島屋との株式相互保有を解消することを発表した。なお、業務提携はサステナビリティなどの分野にも対象を広げ、引き続き継続する。

### 食品宅配事業の強化
2002年5月に阪急百貨店が子会社として設立した株式会社阪急キッチンエールは、2003年3月には兵庫県明石市から高槻市までの31市区町村に事業エリアを拡大し、2008年5月下旬から京都府向日市に配送拠点を設けて京都府内へ進出する事業エリアの拡大を進めた。
同年から購入金額に応じて顧客を4段階に区分して特典内容に差をつける優良顧客への優遇策を採って顧客の囲い込みを進め、2010年3月期で会員数が前期比15%増の約3万5500人で売上高が8%増の67億円にまで成長した。
2010年5月に当日の注文で即日宅配するサービスを始めたほか、同年から70歳以上の高齢客から毎週定時に注文を聞き取る「御用聞き電話」や配送時間帯を3時間単位で指定できるサービスを開始するなどサービス内容の拡充を進め、2012年からはスマートフォンや多機能携帯端末(タブレット)も開始した。
2011年4月1日に「オレンジライフ」ブランドで九州地方で食品宅配事業を行っていたエブリデイ・ドット・コムの株式の約50.1%を買収して保有割合を22.4%から72.5%へ引上げて子会社化して株式会社阪急オレンジライフ（現:阪急キッチンエール九州）として事業エリアを拡大し、食品卸大手の国分に仕分け業務などを委託して同社の千葉県船橋市にある配送センターを拠点に首都圏で宅配を行う仕組みを整え、同年10月23日には東京都の都心11区を配達エリアとして首都圏での食品宅配事業を開始して2012年5月に23区全域へ配達エリアを拡大し、同年秋には川崎市や横浜市の一部など神奈川県にも進出するほか千葉県への進出も目指して首都圏での事業展開を始めた。しかしながら、関東地方からは2013年度に撤退して会社清算し、福岡県で行っていた阪急キッチンエール九州も2020年度に会社清算して事業を終了したため、これら食品配達事業は近畿地方の都市部に限った展開に戻っている。
また、2011年10月10日に「賢いママの選択離乳食クラブ」のブランドで放射線量検査や25品目のアレルゲン表示を全品目で行って着色料・保存料も不使用の安全・安心や味の良さを売り物に冷凍離乳食の宅配事業に参入してインターネット受注を開始したほか、当事業で養ったノウハウを活用して通信販売や訪問販売などの無店舗販売を行う事業者向けの物流システムを2011年11月1日から子会社のエブリデイ・ドット・コムを通じて販売を開始するなど関連事業の拡大を図っている。
阪急阪神百貨店では、2019年10月から、大阪・兵庫の都市部と東京23区への発送に限った生ケーキの配送事業「CAKE DIARY」、全国配送可能な冷蔵ケーキの配送事業「CAKE LINK」を開始している。

### 有機野菜など食の安全を提供する事業の推進
2003年9月に設立した傘下の農業生産法人である有限会社阪急泉南グリーンファームが大阪府南部を中心に農家の休耕地などを借り受けて有機野菜の栽培事業を進めているほか、横浜商科大学地域産業研究所が主催して農林水産省のフード・コミュニケーション・プロジェクトチームが支援するアセスメント研究会の会合で食の信頼性向上のために食品事業者が着目すべき行動のポイントに基づく活用事例などを傘下の阪急クオリティーサポートが報告したり、放射線量検査や25品目のアレルゲン表示を全品目行って着色料・保存料も不使用の安全・安心な離乳食の宅配事業を行うなど食の安全に関る事業を展開している。

### 他社との提携、企業買収や売却による事業の再編

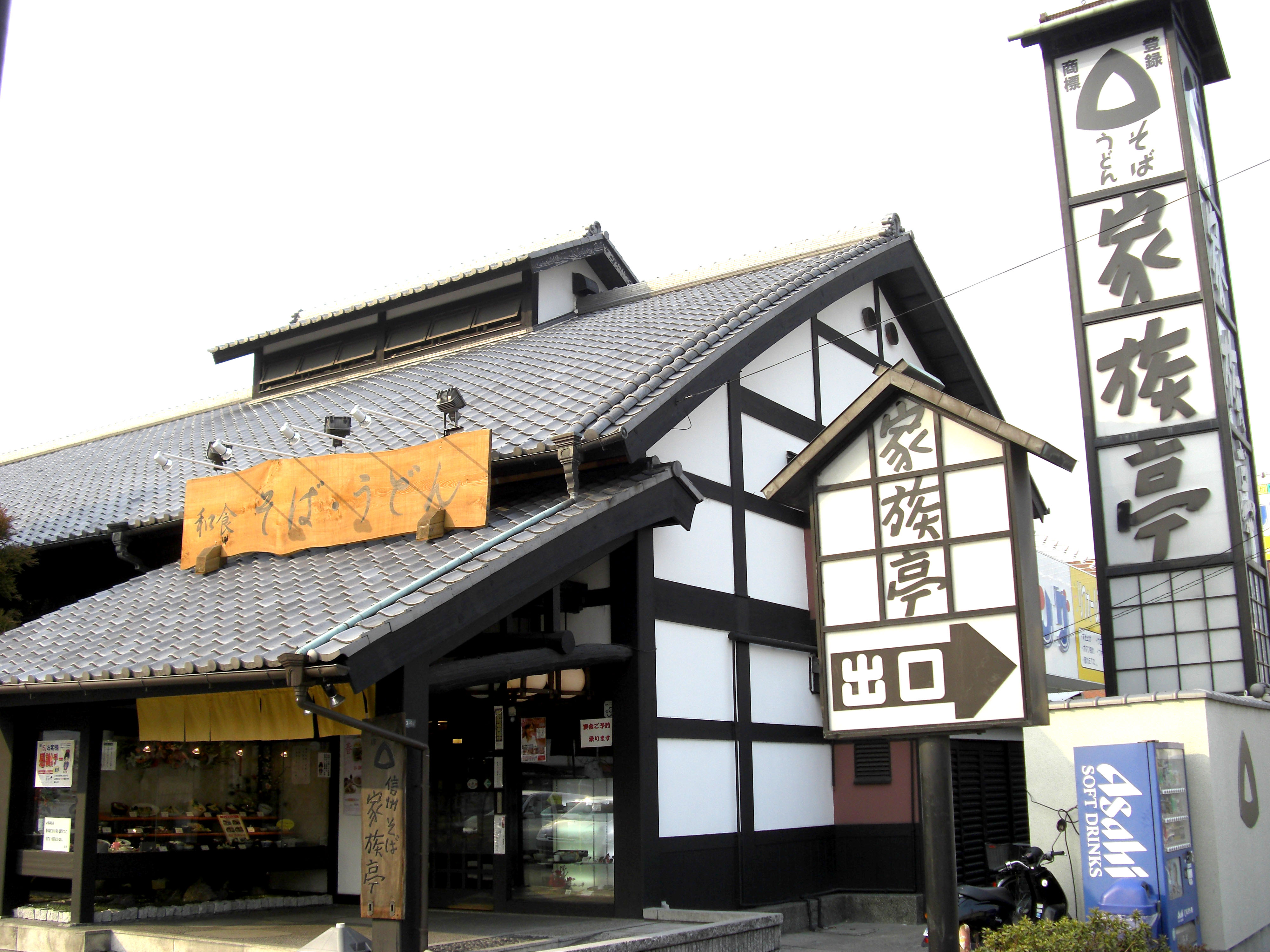
家族亭茨木店（大阪府茨木市）

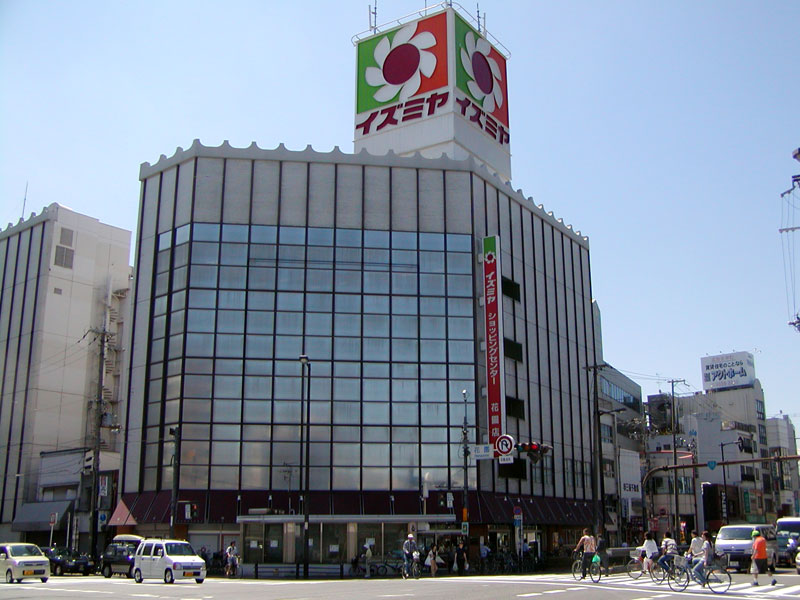
イズミヤ花園店（本店、H2Oの買収当時）

2009年10月に百貨店事業の物流業務を中心に事業を展開していた子会社の江坂運輸と阪神運送の全株式をファッション物流などのノウハウを持つセンコーに売却して同事業から撤退した。
国際会計基準(IFRS)の強制適用や消費税率の引き上げなどの環境変化に対応して必要になるPOS(販売時点情報管理)システムや商品仕入れシステムなどの次世代の情報システムを共通化して構築し、1社数十億円とされる設備投資負担の軽減を図ることを目的に2011年8月10日に近鉄百貨店との間で情報システムに限定して業務提携を開始した。2018年10月まで業務提携は続けられた。
2011年8月11日にキャス・キャピタル系の投資ファンドが保有する57.17%全株を買収する応募契約を締結してそば・ うどん店を運営する家族亭への株式公開買い付け(TOB)を発表し、同年9月9日に株式公開買い付け(TOB)の成立が発表して同月14日付で連結子会社として外食産業に本格的に参入した。2014年8月1日に完全子会社化したが、2020年2月にSRSホールディングスが株式交換により完全子会社化し、後述のイズミヤ傘下だったサンローリーと共にグループを離脱した。ただし、当社はSRSホールディングスと資本提携を結んでいる。
その一方で2012年3月29日に商業施設の空きスペースなどでワゴンを利用した物販を展開していた子会社のエイチディ・プランニング・ウエストを南海電気鉄道に売却して同事業から撤退することを発表し、神戸阪急の閉店に伴って同店の隣接地で営業している神戸モザイクを運営するタクトの発行済み株式の40%の保有株全てを2012年4月1日付で三菱倉庫に譲渡して神戸ハーバーランドから撤退するなど子会社の売買を含めた事業再編が進められている。
2014年6月1日には、イズミヤと経営統合した。2016年1月28日、グループの再編が発表され、グループでスーパーマーケットなどの食品事業を担う阪食とイズミヤを中間持株会社のもとで一体化することとなった。同年4月1日付で阪食は株式移転により中間持株会社となる株式会社エイチ・ツー・オー食品グループを設立。同年6月1日に、阪食は持株会社機能をエイチ・ツー・オー食品グループに会社分割して、スーパーマーケット経営を主とする企業となり、株式会社阪急オアシス（2代目）に商号変更した。同時にイズミヤの子会社であったサンローリー、デリカ・アイフーズ、カナートもエイチ・ツー・オー食品グループの子会社となっている。同年7月1日にはイズミヤ本体も会社分割を行い、スーパーマーケット事業を継承した（新）イズミヤはエイチ・ツー・オー食品グループの子会社となった（旧イズミヤはエイチ・ツー・オー アセットマネジメントに商号変更）。

### 阪神梅田本店の建て替えと本社移転
2014年から梅田1丁目1番地計画（大阪神ビルディング及び新阪急ビル建替計画）が行われ、2018年4月27日(金)にⅠ期棟が竣工し、6月1日には阪神梅田本店が移転した。ビルの名称は「大阪梅田ツインタワーズ・サウス」となる。全体竣工は2022年春となった。続いて、2022年夏には、エイチ・ツー・オー リテイリングと阪急阪神百貨店の本社を、大阪梅田ツインタワーズ・サウスの14階へ移転した。フリーアドレス席やテレワークの推進、梅田地区オフィスの効率化により、オフィス面積4割減と健康的で持続性の高い設備・環境を目指す。阪急大阪梅田駅の北西にあった本社ビル「香養会館」は店舗と離れていて利用率が悪いため売却し、財務体質のより一層の改善につなげる。

### セブン&アイやローソンとの業務提携

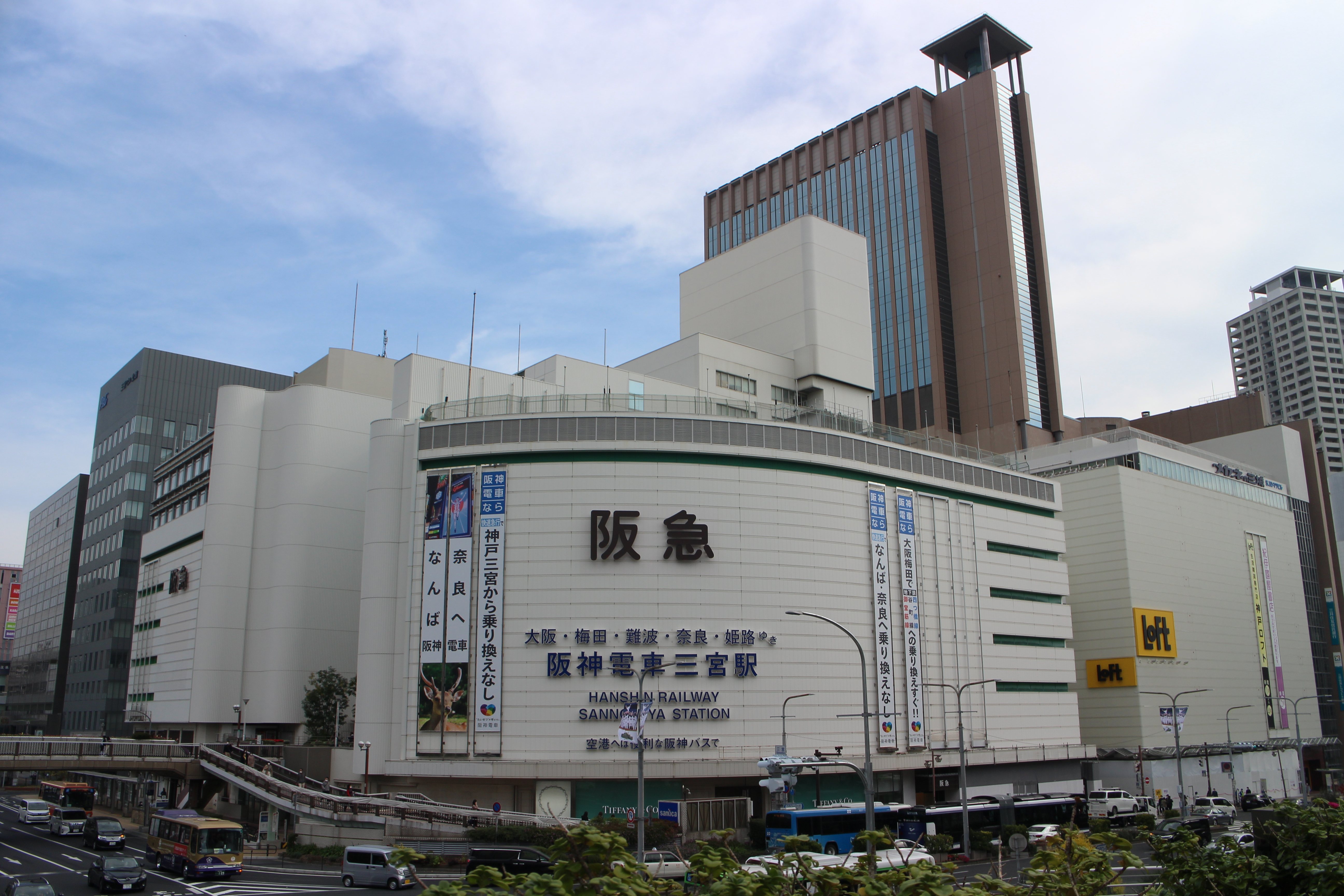
神戸阪急（旧・そごう神戸店、2012年以前の店舗とはライバル関係にあった）

2016年10月6日、セブン-イレブン・ジャパン、イトーヨーカ堂、そごう・西武を傘下に持つセブン&アイ・ホールディングスと資本業務提携したことを発表した。
これに伴い、そごう・西武が運営している店舗のうち近畿圏のそごう神戸店、西武高槻店をエイチ・ツー・オー リテイリングが承継し、近畿圏のセブン-イレブンでは阪急阪神グループのポイントシステムである『Sポイント』を2018年5月14日から導入する。前述の2店舗に関しては、承継後、いったんエイチ・ツー・オーアセットマネジメントの運営となった。当初はそごう西神店も承継の対象だったが、当社が関心を示さなかったため断念した。2019年10月からは阪急阪神百貨店の直営となり、そごう神戸店は神戸阪急に、西武高槻店は高槻阪急にそれぞれ屋号を変更している。
しかし、セブン&アイ・ホールディングスとエイチ・ツー・オー リテイリング双方の企業風土の違いもあり、その後の話し合いは進展せず、当初予定していた資本提携も中止となった。当社がそごう西神店に興味を示さなかったことでセブンアイとの間に不信感が生まれ、阪急阪神ホールディングス傘下にあったコンビニであるアズナスをセブンアイ傘下に入れ、セブン-イレブンに転換する構想も実現しなかったためである。セブン-イレブンでのSポイントの使用も2022年6月30日をもって終了した。
その後、アズナスをエイチ・ツー・オー リテイリング傘下に入れたうえで、セブン-イレブンと同業会社であるローソンに2021年7月下旬から順次転換することを発表している。さらに、7月28日には大阪府を地盤とするスーパーマーケット、株式会社万代と包括業務提携を締結したと発表した。

## 沿革

### 前史
- 1947年3月7日 - 京阪神急行電鉄株式会社（後の阪急電鉄・法人としては現在の阪急阪神ホールディングス）より、百貨店事業を分離独立する形で、（初代）株式会社阪急百貨店として設立。

- 1957年4月17日 - 阪神電気鉄道株式会社（現在は阪急阪神ホールディングス傘下）が、百貨店事業を分離独立する形で、株式会社阪神百貨店を設立（※その後1966年に、いわゆる株式額面変更目的の合併を実施）。

### エイチ・ツー・オー リテイリング発足
- 2007年
  - 10月1日 - 前年2006年10月の「阪急・阪神経営統合」をきっかけとして、初代株式会社阪急百貨店は、株式会社阪神百貨店を株式交換により完全子会社化[28]。それに合わせて（初代）株式会社阪急百貨店がエイチ・ツー・オー リテイリング株式会社に商号変更して、百貨店事業を会社分割（新設分割）して2代目株式会社阪急百貨店を設立し、純粋持株会社に移行[26]。持株会社の元で、阪急百貨店と阪神百貨店を経営統合した[25]。
  - 10月22日 - 完全子会社としてPM事業の中間持株会社となる株式会社大井開発を設立。
- 2008年3月31日 - 阪急食品工業株式会社を合併。
- 2008年
  - 10月1日 - 2代目株式会社阪急百貨店が株式会社阪神百貨店を吸収合併して「株式会社阪急阪神百貨店」が発足[30]。また株式会社阪食が子会社4社を吸収合併[30]。同月には、阪急阪神百貨店の合併発足記念セールの一環として、「めざせ日本一!阪神タイガース応援セール」（セントラル・リーグ・クライマックスシリーズ進出決定記念セール）が各店で開催された。
  - 10月10日 - 髙島屋と3年以内の経営統合を目指すことで合意、資本・業務提携を行うと発表[46]。
- 2009年
  - 2月27日 - 資本提携の一環として高島屋との間で株式の約10%を相互に取得した。
  - 4月 - 阪急百貨店のクレジット機能付きの割引カード「阪急ペルソナカード」を「阪急阪神ペルソナカード」へ名称変更[39]。
  - 10月 - 百貨店事業の物流業務を中心にしていた子会社の江坂運輸と阪神運送の全株式をセンコーに売却して同事業から撤退[80]。
  - 秋 - スタシアカードと阪神エメラルドカードを再編・統合して阪急阪神エメラルドスタシアカードの発行を開始[40]。
- 2010年
  - 3月25日 - 髙島屋との経営統合を中止することを決定したと発表[45]。業務提携については新たに締結して継続[52]。
  - 10月5日 - 阪急阪神ホールディングスを含めてポイントサービスを共通化して金券に換えずにそのまま利用可能になる[42]。
- 2011年
  - 4月1日 - 「オレンジライフ」ブランドで[67]九州地方で食品宅配事業を行っていたエブリデイ・ドット・コムの株式の約50.1%を買収して保有割合を22.4%から72.5%へ引上げて子会社化すると発表[68]。阪神百貨店と阪急百貨店のブランドに関係なく、店舗の規模と位置付け毎に分けて管理する3事業部体制に移行[35]。
  - 8月10日 - 近鉄百貨店との間で、情報システムの共同開発に関する提携を発表[81]。
  - 9月14日 - TOBで家族亭を子会社化[84]。
  - 10月10日 - 「賢いママの選択離乳食クラブ」のブランドで冷凍離乳食の宅配事業に参入[74]。
  - 10月23日 - 阪急キッチンエール東京が[69]首都圏での食品宅配事業を開始[70]。
- 2012年3月29日 - ワゴンを利用した物販を展開していた子会社のエイチディ・プランニング・ウエストを南海電気鉄道に売却して同事業からの撤退を発表[85]。
- 2014年6月1日 - イズミヤと経営統合[99]。
- 2016年
  - 4月1日 - 子会社である阪食の株式移転により、食品事業の中間持株会社として株式会社エイチ・ツー・オー食品グループを設立[87][88]。
  - 6月1日 - 阪食を会社分割し、持株会社機能をエイチ・ツー・オー食品グループに移管した上で、阪急オアシスに商号変更[87]。
  - 7月1日 - イズミヤを会社分割し、スーパーマーケット事業を（新）イズミヤに継承した上で、（新）イズミヤをエイチ・ツー・オー食品グループの完全子会社とする。（旧）イズミヤはエイチ・ツー・オー アセットマネジメントに商号変更[87][89]。
  - 10月27日 - 関西スーパーマーケットと資本業務提携契約を締結[100]。
- 2020年2月1日 - 家族亭及びサンローリーを、SRSホールディングスが株式交換により完全子会社化。グループ離脱[101]。
- 2021年
  - 4月1日 - エイチ・ツー・オー食品グループの子会社株式管理事業を吸収分割により承継し、中間持株会社体制を解消。エイチ・ツー・オー アセットマネジメントのイズミヤ関連資産をエイチ・ツー・オー商業開発へ承継したうえで、同社は株式会社阪急阪神百貨店が吸収合併[102]。
  - 6月24日 - ローソンと包括業務提携を締結。傘下のアズナスをローソンに同年7月下旬から順次転換予定[97]。
  - 7月28日 - 株式会社万代と包括業務提携を締結[98][103]。
  - 8月31日 - 関西スーパーマーケットを子会社化すると発表。
  - 12月1日 - 完全子会社の株式会社ビーユーをアトラグループ株式会社へ売却[104]。
  - 12月15日 - 株式交換により、傘下のスーパーマーケット3社（関西スーパーマーケット・イズミヤ・阪急オアシス）を中間持株会社・関西フードマーケットの子会社に統合する[105]。
- 2022年11月2日 - 高島屋との資本提携を解消し、業務提携のみに縮小[60]。
- 2023年 - 食品スーパーを運営する万代と合弁会社エイチエムトレーディングを設立予定[103]。
- 2024年7月31日 - 株式交換により、関西フードマーケットを完全子会社化[106]。

## 関連人物
- 清水雅 - 阪急百貨店（初代、発足時）初代社長

### 歴代社長
会長
- 椙岡俊一：2007年 - 2016年（CEO）
- 鈴木篤：2020年 - 2022年

社長
- 若林純：2007年 - 2014年
- 鈴木篤：2014年 - 2020年
- 荒木直也：2020年 - 現職

## 関連企業
2023年度末（2024年3月期）の段階で、子会社47社（すべて連結子会社）、持分法適用関連会社9社を擁する。以下、平成28年度及びそれ以降の有価証券報告書に基づき詳述する。

### 連結子会社
特記なき場合は100%子会社。
- 株式会社エイチ・ツー・オー商業開発 - 2019年10月4日設立。2020年4月1日付でイズミヤ株式会社より商業施設運営及び衣料品・住居関連品販売事業を継承。2021年4月1日付でイズミヤ関連資産も継承。
- 株式会社エイチ・ツー・オー食品グループ - 2016年4月1日付で株式会社阪食（現・株式会社阪急オアシス）の株式移転により設立。スーパー・食品事業の経営企画・管理会社。
- 株式会社エブリデイ・ドット・コム - コンサルティング会社でシステムの販売などを手掛けている[75]。旧「エブリデイ・ドット・コム」を「阪急オレンジライフ」に社名変更するにあたり新設された。設立時の社名は「株式会社EDC準備会社」。
- 株式会社大井開発 - 大井町駅前に展開するビジネスホテル「アワーズイン阪急」と阪急百貨店大井食品館を核とする阪急大井町ガーデンを運営[107]。
- 株式会社関西フードマーケット - 2021年12月15日付で株式交換により連結子会社化[105]。2024年7月31日付で完全子会社化。関西スーパーマーケットも参照。
  - 株式会社関西スーパーマーケット
  - イズミヤ・阪急オアシス株式会社 - 2016年6月1日付で株式会社阪食が商号変更。100%子会社から関西フードマーケット傘下になった。2023年4月1日付けで新・イズミヤ株式会社を吸収合併。店舗オペレーションを統一したものの、引き続きスーパーの屋号として「イズミヤ」「阪急オアシス」は併存している。
- 株式会社スークカンパニー - 旧社名「モーダ・アッシュ」より2010年4月1日付で阪急ライフスタイル研究所へ社名変更[108]。さらに2018年4月1日付で現社名に変更。うめだスーク（阪急うめだ本店内）を運営。
- 株式会社ハートダイニング - グループ内の3社（株式会社ヒューメックフーズ・株式会社キャンティーンウエスト・株式会社ヘンゼル）が2008年10月1日付で合併し、現体制に[109]。カドヤ食堂のフランチャイズ店など、阪急百貨店・阪神百貨店内などを中心に飲食店を営業している。
- 株式会社阪急アクトフォー - 経理・給与計算業務の請負（アウトソーシング）を事業とする。
- 株式会社阪急ウェディング - 婚礼衣裳のレンタル・販売や結婚式に関する各種紹介業務、婚礼の各種コーディネートを事業とする。
- 株式会社阪急キッチンエール関西 - 関西地区での会員制食品個別宅配事業を展開[75]。
- 株式会社阪急クオリティサポート
- 株式会社阪急建装 - 2013年10月1日に阪急製作所より商号変更[72]。
- 株式会社阪急商業開発
- 株式会社阪急ジョブ・エール
- 有限会社阪急泉南グリーンファーム - 大阪府南部を中心に農家の休耕地などを借り受けて有機野菜の栽培事業を進めている農業生産法人[78]。
- 株式会社阪急阪神百貨店友の会 - 2016年4月1日付で株式会社阪神みどり会を吸収合併し、株式会社阪急友の会より商号変更[61]。
- 株式会社阪急ハロードッグ - 2009年1月に阪急西宮ガーデンズ内にペットの犬に生活マナーの訓練やお遊戯、食事などを行う阪急ハロードッグ幼稚園を開設する[110]などペット向けのサービスや商品販売を行っている。
- 株式会社阪急阪神百貨店
  - 阪急百貨店 - うめだ本店、千里阪急、高槻阪急、川西阪急、宝塚阪急、西宮阪急、神戸阪急、博多阪急、阪急メンズ東京、阪急大井食品館、都筑阪急
  - 阪神百貨店 - 梅田本店、阪神・にしのみや、阪神・御影、あまがさき阪神
- 阪急百貨店ユニフォーム株式会社
- 株式会社阪急ホームスタイリング
- 株式会社阪急メンテナンスサービス
- 株式会社阪急デリカ - 2016年10月1日付で株式会社デリカ・アイフーズを吸収合併し、「株式会社阪急デリカアイ」に商号変更[61]。2024年4月1日付で株式会社阪急ベーカリーを吸収合併し、再度「株式会社阪急デリカ」に商号変更。
- 株式会社阪急フーズ
- 株式会社ペルソナ
- 株式会社山なみ
- 株式会社アズナス - 阪急阪神ホールディングスグループのエキ・リテール・サービス阪急阪神が運営しているアズナス事業の譲渡のため、2019年4月18日に設立。8月1日に同社から吸収分割によって同事業を承継[111]。ローソンとの業務提携に伴い、2021年7月下旬から同ブランドに順次転換された[97]。
- 寧波開発株式会社

など

### 持分法適用関連会社
- ジェイアール東日本商業開発株式会社 - 15.15%を出資[2]。
- 株式会社阪急阪神ポイント
- 阪急仁川スポーツガーデン
- 全聯阪急麵包股份有限公司 - 中華民国（台湾）のスーパーマーケットに「阪急ベーカリー」のパンを供給。
- 阪急阪神マーケティングソリューションズ株式会社
- 株式会社ケイ・エスビル - 神戸国際会館と旧そごうの合弁で、そごう神戸店（2019年以降の神戸阪急）新館東側の建物を建設するために設立された企業。そごう・西武を経て、そごう神戸店の営業譲渡によってグループ入り。引き続き、神戸阪急新館東側を所有。

### その他関連会社
- 阪急阪神ホールディングス株式会社
  - 阪急電鉄株式会社
  - 阪神電気鉄道株式会社
  - 株式会社阪急阪神ホテルズ
  - 株式会社阪急交通社
  - 株式会社阪急阪神エクスプレス
  - 阪急阪神不動産株式会社
- 東宝株式会社

### かつての主な子会社・関連企業など
- 株式会社エイチディ・プランニング・ウエスト - 100%連結子会社（正確には阪急商業開発の100%出資子会社）だったが、2012年3月30日付で南海電気鉄道に全株式が譲渡され、グループを離脱。現社名は南海リテールプランニング株式会社[112]。
- 江坂運輸株式会社 - 阪神運送とともに、2009年10月1日付でセンコーが発行済み株式全て（100%）を譲受し、センコーの傘下に入った[113]。
- 阪神運送株式会社 - 江坂運輸とともに、2009年10月1日付でセンコーが発行済み株式全て（100%）を譲受し、センコーの傘下に入った[113]。
- 阪神商事株式会社 - 阪急電鉄に全保有株式を売却し、同社の子会社になっている。
- 株式会社ハイ・セキュリティー・システム - 2011年4月に阪急阪神ホールディングス傘下の阪急阪神ビルマネジメントの100%子会社となった。さらにその後、2012年4月をもって同じ阪急阪神ビルマネジメント傘下の警備業子会社である阪急阪神セキュリティサービス（現・阪急阪神ハイセキュリティサービス）に吸収合併。
- 株式会社阪神ギフトサービス - 2009年1月31日付で清算[114]。
- 株式会社タクト - 隣接して営業していた神戸阪急の閉店に伴い、2012年4月1日付で三菱倉庫に保有していた発行済み株式の40%全てを譲渡して撤退した[86]。阪急電鉄、東宝も資本譲渡して撤退済み。
- 中野食品株式会社 - 2011年より家族亭の子会社であったが、家族亭が2014年6月30日に売却。
- 株式会社シネモザイク - 持分法適用関連会社であったが、2013年度（平成25年度）に会社清算[72]。
- 阪急デパートメントストアーズヨーロッパB.V. - 欧州子会社（本社はオランダ・アムステルダム）であったが、2013年度（平成25年度）に会社清算[72]。
- 株式会社阪急キッチンエール東京 - 東京地区で会員制食品個別宅配事業を展開[69]していたが、2013年度（平成25年度）に会社清算[72]。
- 株式会社阪急キャリアQスクール - 2015年度（平成27年度）に会社清算[115]。
- 株式会社旬工房 - 2011年6月に経営譲渡によりグループ入り。福岡地区での会員制食品個別宅配事業をメインに、エイチディ・プランニング・ウエスト（2012年3月末でグループ離脱、前述）が九州地区で展開していたパン事業（阪急ベーカリーショップ、阪急ベーカリー&カフェの営業）も譲受・運営していた。2015年度（平成27年度）に会社清算[115]。
- 阪急阪神百貨店ほけん株式会社 - 保険代理店業務を行う関連会社[116]。株式会社すみれエージェンシーを2012年10月1日に商号変更。2018年4月1日にペルソナが吸収合併。
- 株式会社ウイズシステム - 旧阪急百貨店の情報システム部が独立した企業。情報処理システムの開発・運用管理を事業とする。2019年に情報技術開発株式会社へ売却。
- 株式会社家族亭 - そば・うどんのチェーン店を展開している。2011年9月14日付でTOBによりグループ入り[84]。2014年8月1日に完全子会社化。2020年2月にSRSホールディングスが株式交換により完全子会社化しグループ離脱。
- 株式会社阪急キッチンエール九州 - 99.09%を出資しており[61]、福岡地区での会員制食品個別宅配事業を展開していた。旧社名は「株式会社エブリデイ・ドット・コム」。2020年度に会社清算[73]。（なお、上記の通り新設された「株式会社EDC準備会社」が社名変更し、別に「エブリデイ・ドット・コム」の社名を名乗っている）→「阪急オレンジライフ（- 2013年9月30日）」。
- 株式会社阪急デザインシステムズ - 2020年度に会社清算[73]。
- 株式会社カエトクサービス - 電子商品券の販売（提携先企業の発行するカードに付加される特典ポイントを交換・商品券化）を事業とした。2022年3月会社清算。
- 株式会社エイチ・ツー・オーアセットマネジメント - 旧・イズミヤ株式会社。2014年6月1日付で完全子会社化。2016年7月1日付で不動産事業以外を新・イズミヤ株式会社に譲渡。2021年4月1日付でイズミヤに関する資産を株式会社エイチ・ツー・オー商業開発へ吸収分割により承継。百貨店（そごう神戸店→神戸阪急、西武高槻店→高槻阪急）に関する資産を残した株式会社エイチ・ツー・オーアセットマネジメントは、株式会社阪急阪神百貨店が吸収合併。
- イズミヤ株式会社 - 新会社は2016年7月1日付で、旧・イズミヤ株式会社より会社分割で設立。関西フードマーケット傘下になったが、2023年4月1日付けで阪急オアシスに合併されて、単独企業としては消滅した。
- 株式会社阪急ベーカリー

## テレビ番組
- 日経スペシャル ガイアの夜明け 物流が消費を変える～“運ぶだけ”から脱却せよ～（2009年2月10日、テレビ東京）[117] - 宅配分野で急成長する「阪急キッチンエール」の取り組みに密着。